# The Earth is Not a Cold Dead Place
Albums de Explosions in the Sky
Those Who Tell the Truth [...] Friday Night Lights
(2004)
The Earth Is Not a Cold Dead Place est le troisième album du groupe de post-rock américain Explosions in the Sky, sorti en novembre 2003.

## Genèse et enregistrement
La chanson Six Days at the Bottom of the Ocean a été composée à la suite du naufrage du K-141 Koursk,.

## Liste des chansons
Toutes les chansons sont écrites et composées par Mark Smith, Chris Hrasky, Munaf Rayani et Michael James.
| No | Titre                               | Durée |
| -- | ----------------------------------- | ----- |
| 1. | First Breath After Coma             | 9:33  |
| 2. | The Only Moment We Were Alone       | 10:14 |
| 3. | Six Days at the Bottom of the Ocean | 8:43  |
| 4. | Memorial                            | 8:50  |
| 5. | Your Hand in Mine                   | 8:17  |